# Terres
|  | Per a altres significats, vegeu «Terres (desambiguació)». |

Terres és un antic municipi italià, dins de la província de Trento. L'any 2007 tenia 322 habitants. Limitava amb els municipis de Flavon, Nanno i Tuenno.
L'1 de gener 2016 es va fusionar amb els municipis de Flavon i Cunevo creant així el nou municipi de Contà, del qual actualment és una frazione.

## Administració
| Període | Identitat      | Partit        |
| ------- | -------------- | ------------- |
| 2005-   | Arnaldo Miclet | Llista cívica |